# Вандон (аэропорт)
Международный аэропорт «Вандон» (вьет. Sân bay Quốc tế Vân Đồn, англ. Van Don International Airport) — гражданский международный аэропорт на острове Вандон в 50 км от города Халонг, провинция Куангнинь, Вьетнам. Аэропорт построен как ворота для туристов в бухту Халонг (объект всемирного наследия ЮНЕСКО) и острова Вандон в целом.
Вандон стал первым частным аэропортом во Вьетнаме.

## История
Премьер-министром Вьетнама был утверждён проект аэропорта площадью около 400 гектаров с двумя ВПП длиной 3000 метров и шириной 45 метров каждая. Общий объём инвестиций был оценён в 2 млрд. долларов США. Изначально планировалось возводить в три фазы; первая должна была завершиться в 2013 году, однако сроки строительства задержались. Причиной тому стали путаница в контрольных расчётах и ряд недостатков в проектных документах. Хотя стройка должна начаться 27 марта 2015 года, в апреле проект аэропорта ещё находится на рассмотрении и утверждении в Правительстве страны.
Было запланировано две фазы строительства:
- первая: к 2020 году пропускная способность аэропорта должна составить 2 млн пассажиров в год и 10000 тонн грузов, наличие четырёх стоянок для самолётов типа Airbus A321 и Boeing 777;
- вторая: к 2030 году терминалы должны быть рассчитаны на 5 млн пасс./год, количество мест для стоянки самолётов увеличить до семи.

Первый самолёт сел в аэропорту Вандон 11 июля 2018 года, это был King Air 350, прилетевший из аэропорта Нойбай.
Первый коммерческий полёт состоялся 30 декабря 2018 года.

## Инфраструктура
Единственная взлётно-посадочная полоса имеет курсо-глиссадную систему 2 категории. В аэропорту есть 7 мест стоянки воздушных судов.
Пропускная способность пассажирского терминала площадью почти 27 тыс. м² — 2,5 миллиона пассажиров и 10 тыс. тонн груза в год.

## Авиакомпании и рейсы
На апрель 2019, пассажирские рейсы в Таншоннят (Хошимин) выполняют Bamboo Airways, Vietnam Airlines и VietJet Air. На июнь 2019 года запланировано начало международного сообщения с аэропортами Тайвань-Таоюань (Bamboo Airways) и Шэньчжэнь Баоань (Donghai Airlines).